# József Takács
József Takács (30 de juny de 1904 - 3 de setembre de 1983) fou un futbolista hongarès de la dècada de 1920.
Fou internacional amb la selecció d'Hongria, amb la qual participà en els Jocs Olímpics d'Estiu de 1924. Fou jugador de Vasas SC i Ferencvárosi TC.